# Krusjuna
Krusjuna (bulgariska: Крушуна) är ett distrikt i Bulgarien.   Det ligger i kommunen Obsjtina Letnitsa och regionen Lovetj, i den centrala delen av landet, 150 km öster om huvudstaden Sofia.
Omgivningarna runt Krusjuna är en mosaik av jordbruksmark och naturlig växtlighet. Runt Krusjuna är det ganska glesbefolkat, med 36 invånare per kvadratkilometer.